# Albert Bilicke
Albert Clay Bilicke (Coos, 22 de junio de 1861-Costa de Cork, 7 de mayo de 1915) fue un empresario hotelero, constructor y millonario estadounidense. 

## Biografía

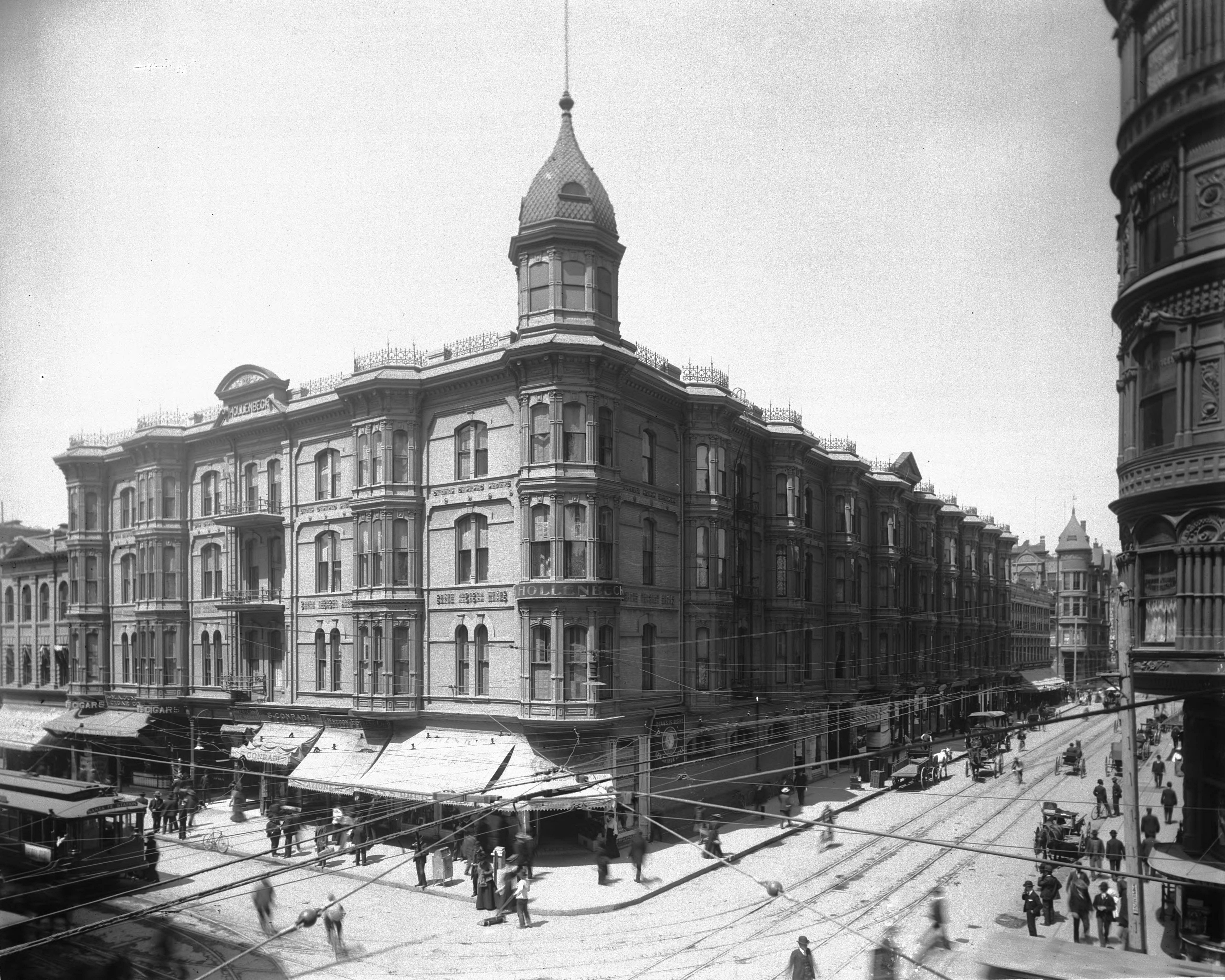
Hotel Hollenbeck

Billicke nació en el condado de Coos, Oregón. Hijo de inmigrantes alemanes y su padre era el propietario del Cosmopolitan Hotel en Tombstone, Arizona. Después de que el hotel fuera destruida por un incendio en 1882, se mudó a California.
Bilicke conocía a Wyatt Earp y testificó en su juicio después del tiroteo en el O.K. Corral.
Estando en Los Ángeles se asoció con Robert Rowan para formar Bilicke-Rowan Fireproof Building Company, una empresa de construcción. En 1893 compró el Hotel Hollenbeck y más tarde construyó el Hotel Alexandria (1906); Además fue presidente de la Alexandria Hotel Company.
Se presume que se ahogó después de perderse en el mar mientras era pasajero del RMS Lusitania que fue hundido por un torpedo alemán frente a la costa de Irlanda.